# Alexandria, Louisiana

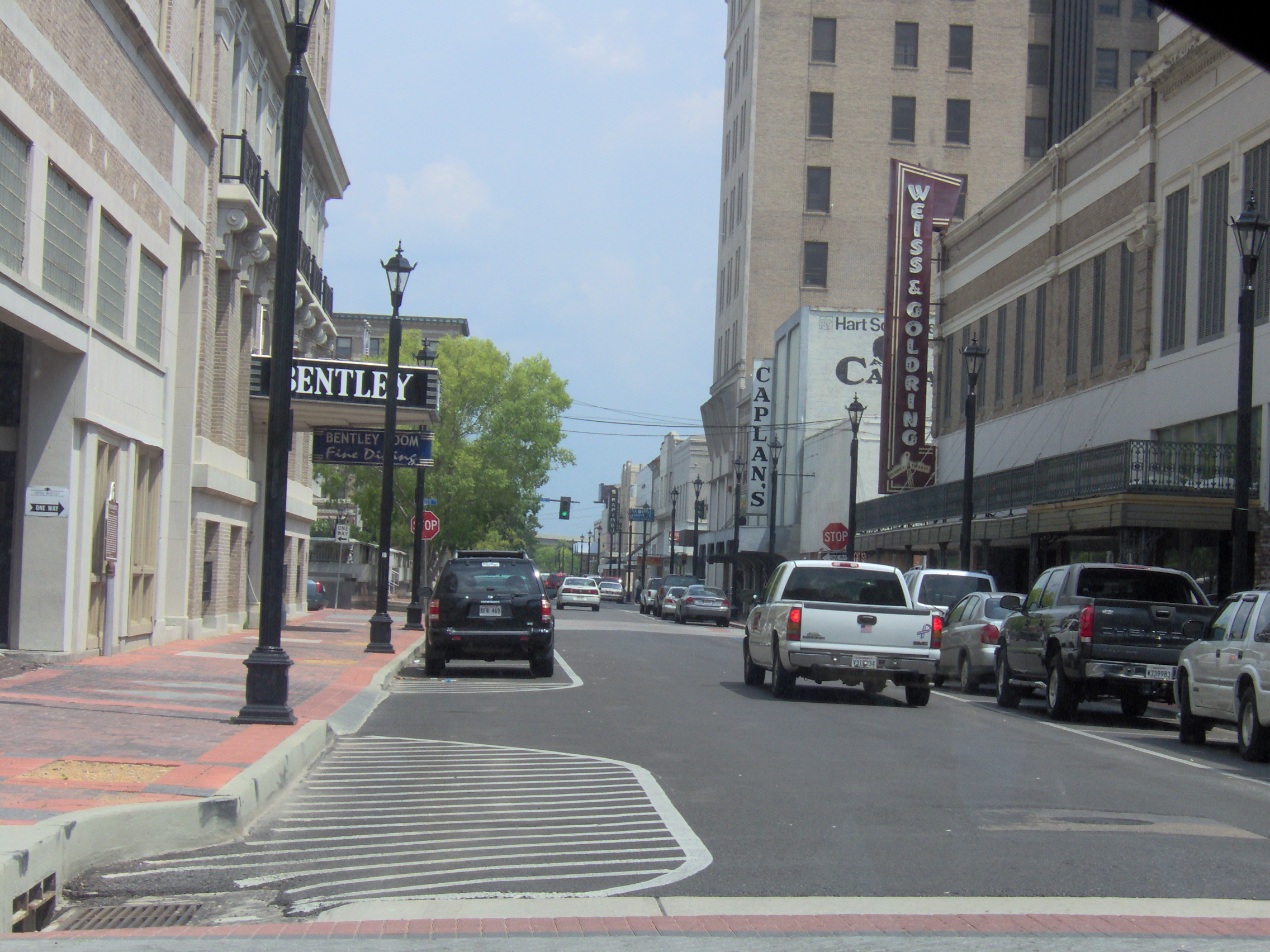

Alexandria, Louisiana là một thành phố thủ phủ giáo xứ Rapides Parish trong tiểu bang Louisiana, Hoa Kỳ. Thành phố có tổng diện tích 69,9 km², trong đó diện tích đất là 68 km². Theo điều tra dân số Hoa Kỳ năm 2010, thành phố có dân số 47.723 người. 
Alexandria nằm ngay trung tâm của rừng quốc gia Kisatchie và trên bờ phía nam của sông Red. Như vậy, Alexandria gần như là trung tâm địa lý chính xác của tiểu bang Louisiana. Đây là thành phố chính của vùng đô thị Alexandria (dân số 153.922 người) trong đó bao gồm tất cả các Rapides và giáo xứ Grant. Thành phố lân cận của nó là Pineville.